# Osek (Berouni járás)
Osek település Csehországban, a Berouni járásban. Osek Újezd, Záluží, Komárov, Hořovice és Hvozdec településekkel határos. Lakosainak száma 865 fő (2024. január 1.).

## Népesség
A település lakosságának változását az alábbi diagram mutatja:
| Lakosok száma | 647  | 732  | 1018 | 979  | 829  | 760  | 775  | 797  | 827  | 865  |
|               | 1869 | 1890 | 1921 | 1950 | 1980 | 2001 | 2017 | 2019 | 2022 | 2024 |